# تعصب مذهبی

رویدادی در تاریخ جنگ‌های مذهبی فرانسه بود که در سال ۱۵۷۲ پروتستان‌های فرانسوی در سنت بارتولومیو قتل‌عام شدند

تعصب مذهبی (انگلیسی: Religious fanaticism) یک شور وطن‌پرستی عادی است، یا با یک وسواس توأم با اشتیاق نشأت گرفته از خود فرد است یا از یک گروه، که آن‌ها را وقف مذهب می‌کنند ـ یک نوع تعصب انسانی که می‌تواند به شیوه دیگری در گرفتاری‌ها و مشارکت افراد بیان شود که شامل شغل، نقش و تمایلات وطن پرستانه است.

## ویژگی‌ها
- «نیازهای معنوی»... انسان‌ها میل معنوی به درک و معنا دارند و با توجه به رمز و راز وجود، تلاش‌های معنوی تنها می‌توانند از طریق نوعی رابطه[۱] با مطلوب غایی هستی انجام شوند. در هر حال، آن قالب، برتر از دیگری است.
- «جذابیت» … آن را به گونه ای ارائه می‌دهد که کسانی که راه خود را پیدا می‌کنند، خود را به شیوه ای سازگار با چشم‌انداز خاص نهایی بودن در مرکز این شکل مذهبی بیان می‌کنند.[۲]
- «گزینه زنده» … این گزینه در آگاهی اخلاقی، به عنوان یک گزینه زنده وجود دارد که نیازهای معنوی را مخاطب قرار می‌دهد و آرزوهای انسانی را برای مقصود، قدرت و تعلق خاطر برآورده می‌کند.[۳]

## نمونه‌هایی از تعصب مذهبی

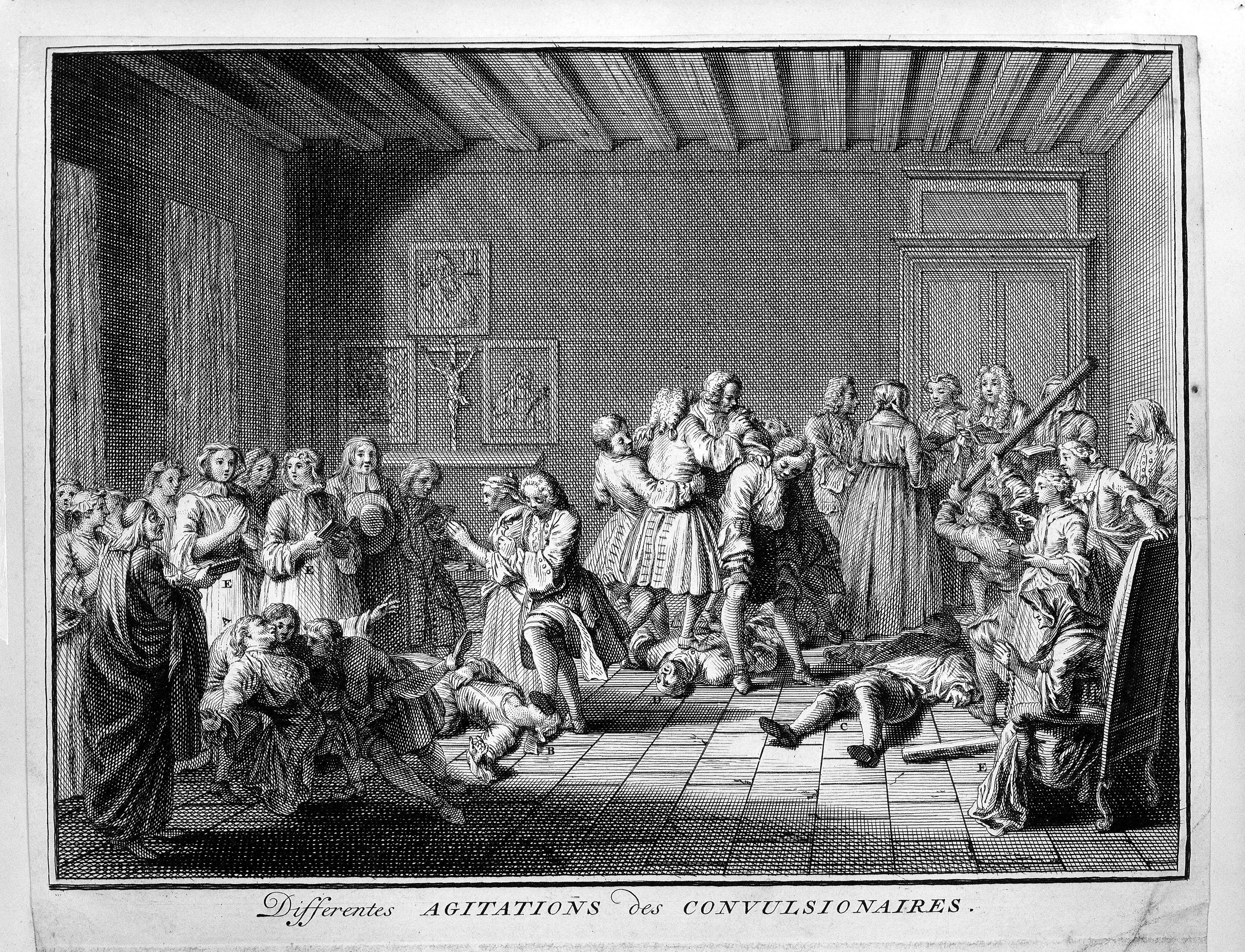
خوش‌آمد گویی در مراسم اعضای فرقه یانسنیست که بر اثر تعصب مذهبی افراد متشنج و اسپاسم می‌شوند. نقاشی توسط (برنارد پیکارت)

### مسیحیت
از زمانی که مسیحیت به وجود آمد، برخی از کسانی که در قدرت بودند، اغلب از طریق سوء استفاده متعصبانه از قدرت، به دنبال گسترش و کنترل کلیسا رفته بوده‌اند. گرانت شفر می‌گوید: «عیسی ناصری به عنوان یک مبلغ عاری از خشونت مشهور شده‌است». آغاز حکومت متعصبان مسیحی با کنستانتین بزرگ امپراتور روم به عنوان اصول مذهب کاتولیکی همزمان شد. النس می‌گوید: «هنگامی که مسیحیت در امپراتوری کنستانتین به قدرت رسید، تقریباً به‌طور ظالمانه ای تمامی غیر مسیحیان و تمامی مسیحیان ارتدوکس که با ایدئولوژی دوناتیست رسمی، سیاست و عمل آنها همسو نبودند سرکوب کردند». نمونه ای از مسیحیانی که با ایدئولوژی ارتدوکس همسویی نکردند، دوناتیست‌ها، که «از قبول روحانیان توبه مادامیکه به ارتداد محکوم می‌شدند راه کار می‌دادند اجتناب کردند». فعالیت مسیحیان متعصب، به عنوان کاتولیک، تا قرون وسطی با جنگ‌های صلیبی ادامه یافت. این جنگ‌ها توسط کاتولیک‌ها براه افتاد، پاپ این جنگ را به عنوان بازپس گرفتن سرزمین مقدس از مسلمانان تحریم کرد. با این حال، بسیاری از کاتولیک‌ها جنگ‌های صلیبی را به عنوان یک جنگ واقعی در دفاع از خود می‌بینند. چارلز سلنگوت، در کتاب «خشم مقدس: درک خشونت مذهبی»، گفت:
جنگ‌های صلیبی جنگ‌های بسیار مقدس برای حفظ نظم اجتماعی و مذهبی مسیحی بود. جنگجویان صلیبی در راه رسیدن به سرزمین مقدس از مسلمانان با استفاده از زور، ده‌ها جوامع یهودی را نابود کردند و هزاران نفر را کشتند؛ زیرا یهودیان ایمان مسیحی را قبول نمی‌کردند. یهودیان باید در کمپین مذهبی کشته می‌شدند؛ زیرا وجود آن‌ها تنها حقیقت را که توسط کلیسای مسیحی حمایت می‌شود، به چالش کشیده‌است.
شافر می‌افزاید: «هنگامی که صلیبیون در سال ۱۰۹۹ اورشلیم را تصرف کردند، مسلمانان، یهودیان و مسیحیان بومی را بدون هیچ گونه تبعیضی کشتند». به گفته برخی‌ها، یکی دیگر از اشکال برجسته تعصب، چند قرن بعد با تفتیش عقاید اسپانیایی‌ها ظهور پیدا کرد.
تفتیش عقاید راه کار حکومت سلطنتی بود تا اطمینان حاصل کند که مردم از مسیحیت کاتولیک پیروی می‌کنند. سلنگوت گفت: «تفتیش عقاید پاسخی به دفاع از خود در درون مسیحیت کاتولیک بود و ابتدا دشمنان داخلی کلیسا را مورد هدف قرار داد». نیروی محرک تفتیش عقاید، مأمورین تحقیق بودند که مسئولیت داشتند تا حقیقت مسیحیت را ترویج کنند. سلنگوت در ادامه می‌گوید:

مأمورین تحقیق معمولاً خود را به مثابه مربیان به حساب می‌آوردند و با معطوف کردن توجهات مردم به اشتباهاتشان در علم و قضاوت به آن‌ها کمک می‌کردند تا عقاید صحیحی داشته باشند… مجازات و مرگ تنها برای کسانی بود که از پذیرش اشتباهات خودشان امتناع می‌کردند… در دوران تفتیش عقاید اسپانیایی‌ها در قرن پانزدهم، وجه افتراق روشن بین اعتراف و بیگناهی و باقی ماندن در اشتباه به صورت نامبهم بود. بازجویان می‌بایست انواع تکنیک‌ها را از جمله شکنجه اختراع می‌کردند تا مشخص شود که اعتقادات جدید اصیل هستند یا نه.

### اسلام
افراط گرایی درون اسلام به قرن هفتم و به خوارج برمیگردد. آن‌ها از موضع اساساً سیاسی خود، آموزه‌های افراطی را توسعه دادند و بین دو جریان اصلی آن یعنی سنی و شیعه جدایی ایجاد کردند. خوارج به‌طور خاص به در پیش گرفتن یک روند رادیکال بنام تکفیر شناخته می‌شوند، که به موجب آن، سایر مسلمانان را کافر پنداشته و آن‌ها را مستوجب مرگ می‌دانند.
سید قطب، رهبر اخوان المسلمین در مصر، در دهه ۱۹۶۰ در ارتقای یک ایدئولوژی پان اسلامیسم تأثیرگذار بود. ایمن الظواهری، زمانی که قطب توسط دولت مصر اعدام شد، ایمن الظواهری سازمان جهاد اسلامی مصر را تشکیل داد تا دولت را با یک حکومت اسلامی جایگزین کند که منعکس‌کننده عقاید قطب برای احیاء اسلامی باشد. ایدئولوژی قطبی بر روی جنبش‌های جهادی که خواهان سرنگونی دولت‌های سکولار بودند تأثیر زیادی داشت. کتاب قطب بارها توسط اسامه بن لادن و انور العولقی مورد استناد قرار گرفت.
از زمان فتوای اسامه بن لادن در سال ۱۹۹۸، جهاد رادیکال به‌طور فزاینده به یک ترم شناخته شده بین‌المللی تبدیل شد. در زمینه مذهبی، جهاد بیشتر به معنی "تلاش برای انجام فوری کاری برای یک هدف خدایی خاص و برای یک امر مثبت است ". کلمه جهاد به زبان عربی به معنی «تلاش» است. تلاش می‌تواند مبارزه برای ایفاء کردن ارزش‌های اسلامی در فعالیت‌های روزمره باشد، مبارزه با دیگران برای مقابله با عقایدی که علیه اسلام است، یا به عنوان یک وسیله دفاع شخصی مادامیکه فرد به دلیل اعتقادش به اسلام مورد تهاجم فیزیکی قرار می‌گیرد. بنا به گفته‌استفان، در بخش‌هایی از قرآن جهاد نظامی آورده شده‌است. همان‌طور که استفان می‌گوید، ”جهاد در این نوع استفاده‌ها، به‌هرحال همواره جنبه دفاعی دارد. جهاد نه تنها عمل تهاجم نظامی را تأیید نمی‌کند بلکه جهاد در عبارات قرآنی نشان می‌دهد که چگونه استفاده از توانایی‌ها همیشه تابع مقید بودن و شایستگی است. این نوع جهاد بسیار متفاوت از نوعی است که امروزه مورد بحث قرار گرفته‌است.
توماس فر در مقاله ای با عنوان "راه اسلام برای آزادی" می‌گوید: "با وجودی که اکثر مسلمانان خشونت را رد می‌کنند، استفاده افراطی از متون مقدس به بکارگیری اعتبار و توان استخدام نیروی جدید معطوف شده‌است“. (آزادی ۲۴) او در ادامه می‌گوید: "رادیکال‌ها بر این باورند که ادعای اصلی آنها - تمایل خدا به پیروزی اسلام - نیازی به تفسیر ندارد. به گفته آنها، مسلمانان واقعی به هر شیوه ای که ضرورت داشته باشد این هدف را دنبال می‌کنند که شامل تقیه و فریب، اجبار شهروندی و کشتن بیگناهان است دنبال می‌کنند (آزادی ۲۴)
با توجه به مشاهدات معین، این بی اعتنایی برای دیگران و استفاده گسترده از خشونت، به‌طور قابل ملاحظه ای از پیام صلح آمیزی که جهاد بدنبال استفاده آن بود متفاوت است. اگرچه جهادی‌های متعصب مرتکب اقدامات تروریستی زیادی در سراسر جهان شده‌اند، شاید شناخته شده‌ترین آنها حملات ۱۱ سپتامبر باشد. به گفته النس، اعضای القاعده که در حملات تروریستی شرکت داشتند، به این باور نرسیدند که با انجام این کار، "یک ضربه ویرانگر علیه آمریکایی‌های سکولار و غیرمسلمان را به‌صورت قانون وضع کرده‌اند“.

## جستارهای وابسه
- خودکشی گروهی
- جنگ دینی
- جنگهای صلیبی
- جهاد
- خوارج
- خودکشی آیینی
- دوناتیست
- هولوکاست